# Charles Bouvier

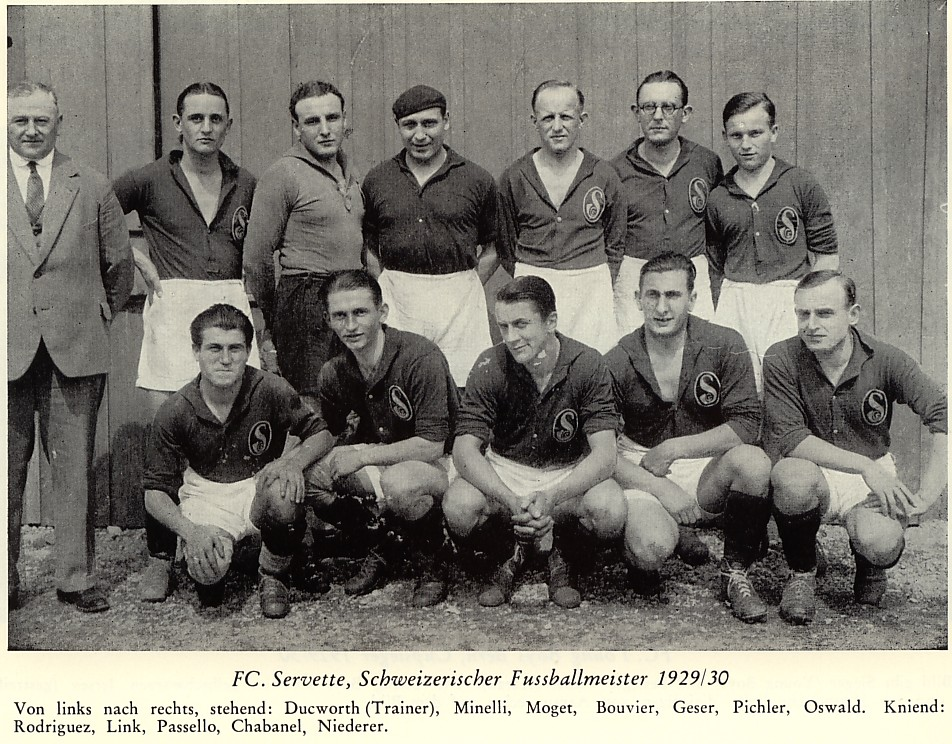
Das Meisterteam von Servette 1929/30, Bouvier (mit Mütze) steht in der Mitte

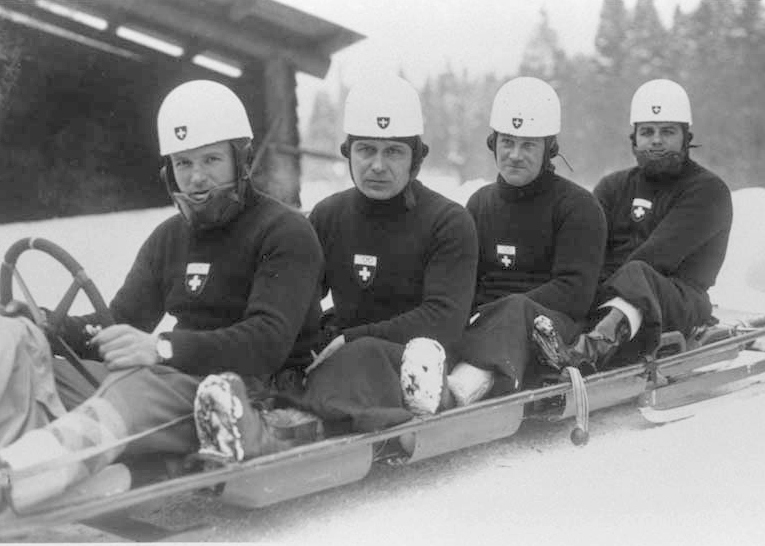
Pierre Musy, Charles Bouvier, Joseph Beerli, Arnold Gartmann (1936)

Charles Bouvier (* 28. August 1898; † 1964) war ein Schweizer Fussballnationalspieler und Bobfahrer.

## Fussball
Bouvier war seit Beginn der 1920er Jahre bis 1931 bei Servette FC Genève. Der Aussenverteidiger war an drei Meisterschaftserfolgen von Servette beteiligt: 1924/25, 1925/26 und 1929/30. Auch beim ersten Cup-Sieg von Servette war Bouvier in der Saison 1927/28 dabei und spielte im Final gegen den Grasshopper Club Zürich.
Ausser bei Servette spielte Bouvier auch in der Schweizer Fussballnationalmannschaft, bis 1924 kam er auf fünf Einsätze. Beim Olympischen Fussballturnier 1924 gehörte Bouvier zum Aufgebot, reiste jedoch nicht mit nach Paris.

## Bobsport
Nach seiner Fussballkarriere wechselte Bouvier die Sportart und wurde Anschieber im Bobsport. Bei der Weltmeisterschaft 1935 in Igls erreichte er im Viererbob zusammen mit Pierre Musy, Arnold Gartmann und Joseph Beerli den zweiten Platz hinter dem von Hanns Kilian gesteuerten deutschen Bob. Ein Jahr später siegte der Schweizer Bob in der gleichen Aufstellung wie 1935 bei den Olympischen Winterspielen 1936 in Garmisch-Partenkirchen vor dem zweiten Schweizer Bob mit Steuermann Reto Capadrutt. Capadrutt und Bouvier belegten im Wettbewerb mit dem Zweierbob den siebten Platz.